# 사상중학교
사상중학교(沙上中學校)는 부산광역시 사상구에 있었던 공립 중학교이다. 현재는 사상고등학교로 변경되었다.

## 연혁[1]
- 1978년 3월 1일 : 개교 및 1회 입학식
- 2008년 3월 1일 : 주민들의 요구로 현 위치에 사상고등학교 개교
- 2009년 2월 28일 : 사상고등학교 개교로 인해 29회 졸업을 끝으로 폐교

## 같이 보기
- 사상고등학교